# Монумент жертвам советской оккупации
Монумент жертвам советской оккупации (рум. Monument în memoria victimelor ocupației sovietice) — предполагаемый памятник в Кишинёве, Молдова.
Памятный камень был открыт 28 июня 2010 года как памятник жертвам советской оккупации и тоталитарного коммунистического режима, в День советской оккупации в Молдове. Он расположен на площади Великого национального собрания, ранее известной как площадь Победы, где когда-то находился центральный памятник Владимиру Ленину советской Молдавии. Он возвышается перед Домом правительства, где первоначально располагался Совет министров Молдавской ССР, а теперь — правительство Молдавии. На русском языке надпись на камне гласит:
На этом месте будет установлен памятник жертвам советской оккупации и тоталитарного коммунистического режима.

## Галерея

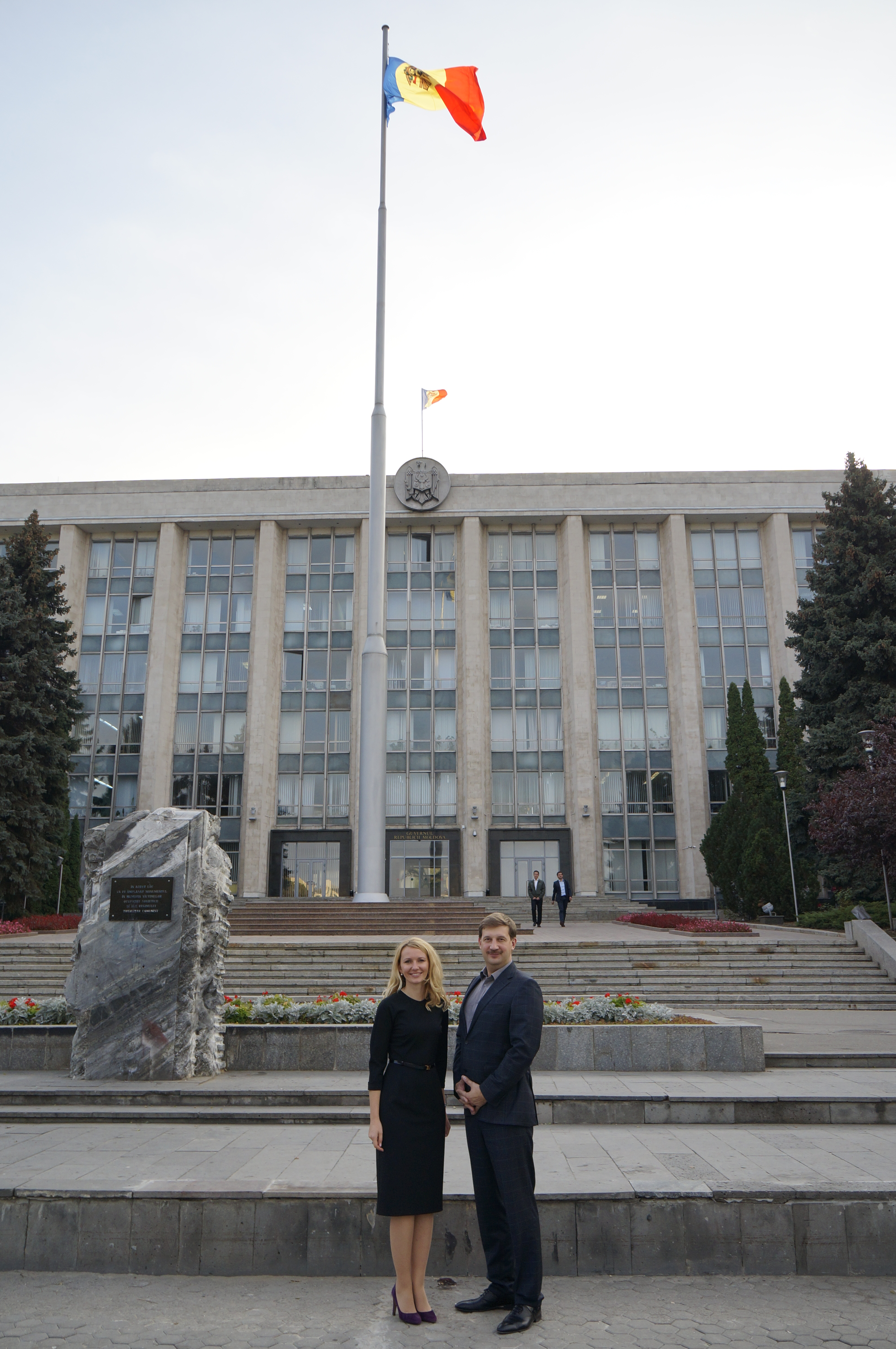
Мемориальный камень виден слева.
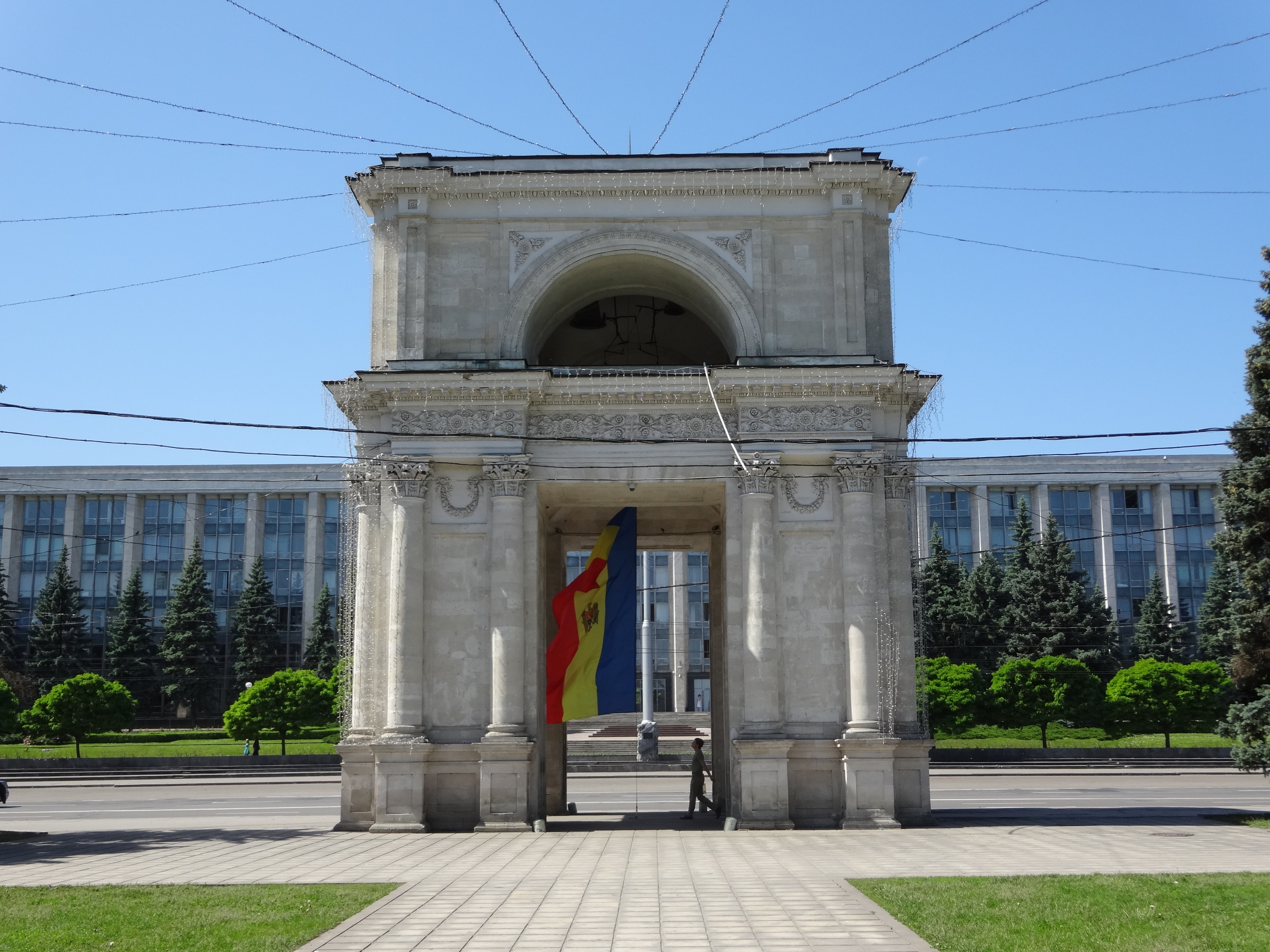
Вид с Триумфальной арки.
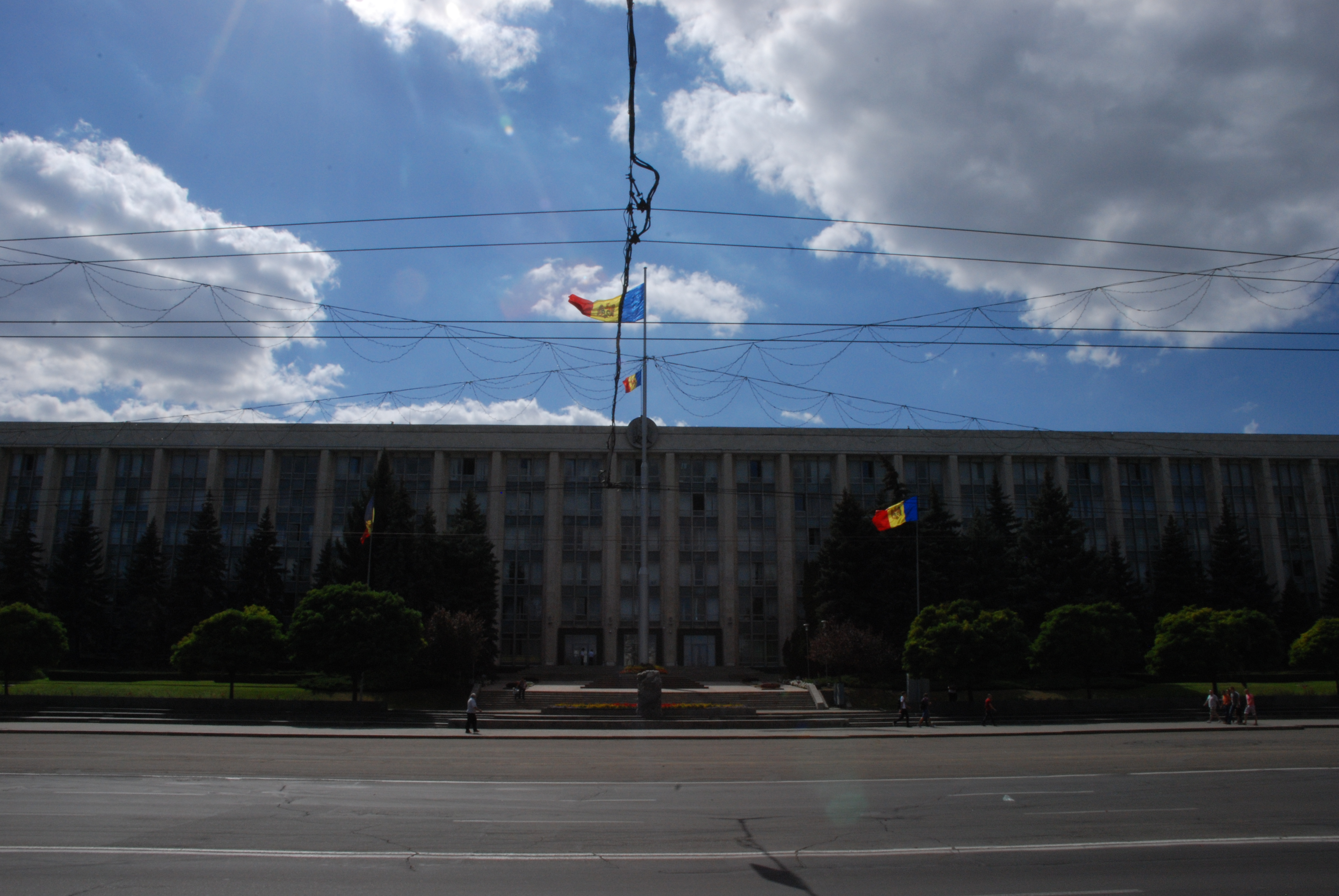
Дом правительства.
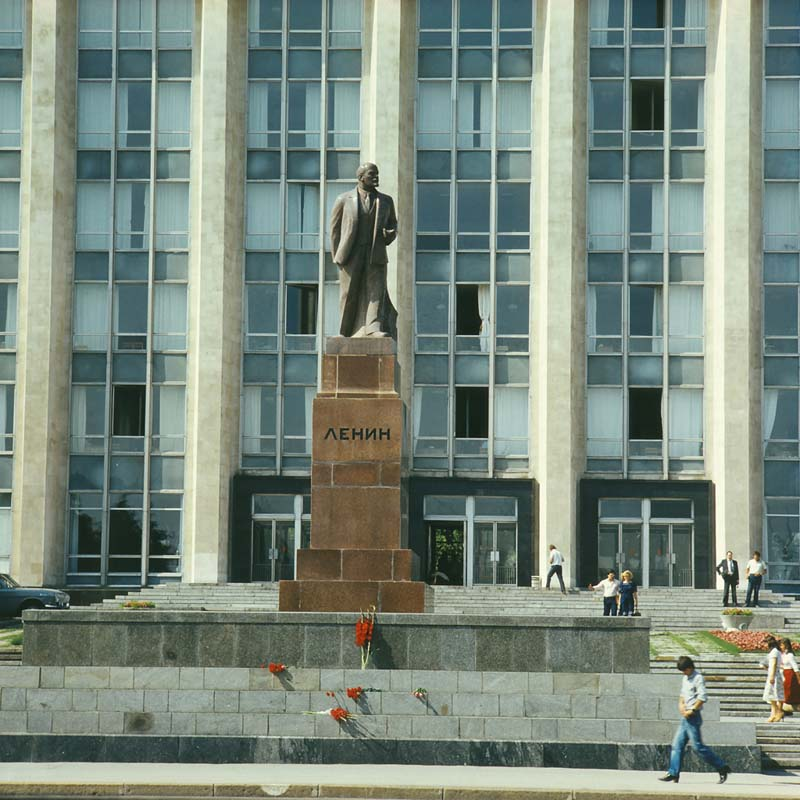
Бывший памятник Ленину.